# Solomy Balungi Bossa
Solomy Balungi Bossa (sinh ngày 14 tháng 4 năm 1956) là một thẩm phán Uganda trên Tòa án Hình sự Quốc tế. Bà được bầu vào nhiệm kỳ chín năm vào ngày 8 tháng 12 năm 2017 và đảm nhận nhiệm vụ toàn thời gian vào ngày 9 tháng 3 năm 2018. Trước đây, bà được bổ nhiệm làm nhiệm kỳ sáu năm tại Tòa án Phi châu về Nhân quyền và Nhân quyền vào năm 2014.

## Cuộc sống và giáo dục ban đầu
Bossa sinh ngày 14 tháng 4 năm 1956 tại Uganda. Bà có bằng Cử nhân Luật từ Đại học Makerere và là ứng cử viên cho Thạc sĩ Luật tại Đại học Luân Đôn.

## Nghề nghiệp
Bossa là nhà hoạt động nhân quyền từ năm 1980 và thành lập tổ chức phi lợi nhuận bao gồm Trung tâm Phát triển Hiến pháp Đông Phi, Mạng lưới Uganda về HIV, AIDS, Đạo đức và Luật và Hội Luật pháp Uganda.
Bossa là giảng viên tại Trung tâm Phát triển Luật của Uganda từ năm 1981 đến năm 1997. Bà là một học viên pháp lý từ năm 1988 đến năm 1997, đại diện cho phụ nữ nghèo khổ và mở rộng trợ giúp pháp lý, bao gồm cả việc phục vụ với tư cách là Chủ tịch Hội Luật pháp Uganda.
Bossa là một Thẩm phán Tòa án Tối cao Uganda từ năm 1997 đến năm 2013. Bà là một thẩm phán tại Tòa án Tư pháp Đông Phi từ năm 2001 đến năm 2006 và về Tòa án Hình sự Quốc tế cho Rwanda từ năm 2003 đến năm 2013. Bà được bổ nhiệm vào Tòa án Hiến pháp Uganda năm 2013. Năm 2014, bà là một trong những thẩm phán đã bãi bỏ Đạo luật Chống Đồng tính luyến ái của Uganda vì không được thông qua với đủ số đại biểu cần thiết. Bà đã nhận được các đe dọa giết trên phương tiện truyền thông xã hội.